# Leptobasis mammilaris
Leptobasis mammilaris är en trollsländeart som beskrevs av Philip Powell Calvert 1909. Leptobasis mammilaris ingår i släktet Leptobasis och familjen dammflicksländor. Inga underarter finns listade i Catalogue of Life.